# Rosa Planas Ferrer
Rosa Planas Ferrer (Palma, 1957) és una escriptora, filòloga, crítica literària, investigadora i comissària d'exposicions mallorquina. Doctora en Filologia i Filosofia per la UIB, Llicenciada en Filosofia i Lletres, en la secció de Filologia Hispànica (UIB, 1979) i en Filologia Catalana, en especialitat de Llengua (UIB, 1997). Ha fet crítica literària i articles d'opinió per a la premsa de Mallorca i també en diverses revistes especialitzades (El Temps, Randa, Transfer, Lluc i Segell, entre d'altres). Actualment, col·labora periòdicament en el diari Última Hora i ha estat membre del consell de redacció de la revista Lluc i secretària de redacció de Segell. Revista d'història i cultura jueves.
La seva primera incursió en el món de les lletres, la feu en el gènere de la poesia, amb les obres Letras de Luvia (Biblioteca Atlántida, 1982) i Regreso a Belvedere (Ed. Devenir, 1993). És d'ençà del seu primer llibre, durant la dècada dels anys vuitanta del segle xx, que inicia una intensa i prolífica activitat creativa, interessant-se tant per la investigació històrica i l'onomàstica, com per la gestació de novel·les de ficció amb una gran riquesa d'elements i referents cultistes. Les primeres novel·les que va escriure, L'orador dels ocells (Editorial Moll, 1999) i Abraham Savasorda (Lleonard Muntaner, Editor, 2001), gaudiren de bones crítiques i tingueren una bona acollida pels lectors. Totes dues cridaren l'atenció dels jurats literaris: L'orador dels ocells resultà finalista del Premi Ciutat de Palma 1999, mentre que, l'any 2001, la novel·la Abraham Savasorda fou guardonada amb el I Premi Alexandre Ballester de narrativa curta. Tota una activitat literària que arriba a la seva esplendor amb la publicació de dues obres de difusió internacional editades pel grup Planeta: Les màscares de Florència (Editorial Planeta, 2004), que ha estat publicada en català i castellà (edició de butxaca) i traduïda en llengua russa a càrrec de Vladimir Pravosudov (editorial Azbooka, 2008) i La ciutat dels espies indefensos (Editorial Planeta, 2006), escrita en català i traduïda a l'alemany per l'editorial Valentia l'any 2007 en ocasió de la Fira de Frankfurt,on Rosa Planas participà en qualitat d'escriptora convidada.
Pel que fa a la investigació, s'ha interessat per temàtiques diverses (estudis històrics, onomàstics, assaigs sobre literatura i sobre temàtica jueva, entre d'altres), que han donat lloc a les obres Els malnoms dels xuetes de Mallorca (s. XVII-XX) (Lleonard Muntaner, Editor, 2003), Literatura i holocaust. Aproximació a una escriptura de crisi (Lleonard Muntaner, Editor, 2006), Introducción al patrimonio cultural (Editorial Trea, 2006), conjuntament amb Francesca Tugores, i Ramon Llull i l'alquímia (Lleonard Muntaner, Editor, 2014). Sobre la història de Ramon Llull i del lul·lisme, ha publicat Del Doctor Il·luminat al Doctor Fosc. De Ramon Llull al Doctor Faust (J.J. de Olañeta, 2017); biografia de la mística Margarida Mas Pujol: Anna Maria del Santíssim Sagrament. Vull fer càtedra del teu cor (Ajuntament de Palma, 2017); assaig sobre les biblioteques i els llibres: Lliure entre Llibres (J.J. de Olañeta, 2019), publicat també a la mateixa editorial en versió espanyola Libre entre Libros; estudi sobre els rituals de la mort: L'espectacle de la mort a la Mallorca del segle XIX (Lleonard Muntaner, Editor, 2020).
La seva tasca com a escriptora va ser reconeguda l'any 2007, quan li concediren el Premi Ramon Llull, atorgat pel Govern de les Illes Balears, i el 2015 va rebre la distinció de l'associació Amics del Patrimoni, per la seva tasca en defensa del patrimoni cultural i artístic de Mallorca.
El 2011 va publicar La veu de la caputxa (Editorial Columna, 2011).
L'any 2013 guanyà el Premi Ciutat de Manacor Maria Antònia Oliver de Novel·la per Nòmina encriptada (Edicions Món de llibres, 2014).

## Obres

### Poesia
- Letras de Lluvia (finalista Biblioteca Atlántida, 1982)
- Regreso a Belvedere (Ed. Devenir, 1993)
- Calendari íntim (Lleonard Muntaner, Editor, 2015)
- Carta din viata inferiora [Llibre de la vida inferior]. Revista APOSTROF. Revista a uniunii scriitorilor, anul XXVIII, 2017, nr. 10 (329). Traducció de Jana Balacciu Matei.

### Novel·la
- L'orador dels ocells (Ed. Moll, 1999)[9]
- Abraham Savasorda (Lleonard Muntaner, Editor 2001)[10]
- Les màscares de Florència (Editorial Planeta, 2004) en versió catalana
- La ciutat dels espies indefensos (Editorial Planeta, 2006)
- La veu de la caputxa (Editorial Columna, 2011)[11]
- Nòmina encriptada (Edicions Món de llibres, 2014)

### Assaig
- Els malnoms dels xuetes de Mallorca (s. XVII-XX)(Lleonard Muntaner, Editor, 2003)[10]
- Literatura i Holocaust: Aproximació a una escriptura de crisi (Lleonard Muntaner, Editor, 2006)
- Introducción al patrimonio cultural (Editorial Trea, 2006)[12]
- Ramon Llull i l'alquímia (Lleonard Muntaner, Editor, 2014)[13]
- Del Doctor Il·luminat al Doctor Fosc. De Ramon Llull al Doctor Faust, amb pròleg de Lola Badia (José J. De Olañeta, Editor, col. Galatzó, 2017)
- Anna Maria del Santíssim Sagrament. Vull fer càtedra del teu cor (Ajuntament de Palma, 2017)
- Lliure entre Llibres (J.J. de Olañeta, 2019), publicat també a la mateixa editorial en versió espanyola Libre entre Libros, 2019.
- L'espectacle de la mort a la Mallorca del segle XIX (Lleonard Muntaner, Editor, 2020)

## Premis[calcitació]
- Premi Alexandre Ballester de narrativa curta (2001): Abraham Savasorda.[14]
- Medalla Ramon Llull de la Comunitat de les Illes Balears (2007).
- Premi Ciutat de Manacor (2013): Nòmina encriptada.